# Sphaerocera ruandana
Sphaerocera ruandana är en tvåvingeart som beskrevs av Vanschuytbroeck 1948. Sphaerocera ruandana ingår i släktet Sphaerocera och familjen hoppflugor.
Artens utbredningsområde är Rwanda. Inga underarter finns listade i Catalogue of Life.